# Модлішево
Модлішево (пол. Modliszewo) — село в Польщі, у гміні Ґнезно Гнезненського повіту Великопольського воєводства.
Населення — 317 осіб (2011).
У 1975-1998 роках село належало до Познанського воєводства.

## Демографія
Демографічна структура станом на 31 березня 2011 року:
|          | Загалом | Допрацездатний вік | Працездатний вік | Постпрацездатний вік |
| -------- | ------- | ------------------ | ---------------- | -------------------- |
| Чоловіки | 167     | 43                 | 106              | 18                   |
| Жінки    | 150     | 37                 | 84               | 29                   |
| Разом    | 317     | 80                 | 190              | 47                   |